# Lašovice (Kovářov)
Lašovice (německy Laschowitz) jsou vesnice, část obce Kovářov v okrese Písek v Jihočeském kraji.

## Historie
První písemná zmínka o vesnici pochází z roku 1230, ale v jiných zdrojích uvádí rok 1352. V roce 1370 zde stávaly vladycké dvorce. Král Václav IV. ze své pravomoci ustanovil do vesnice roku 1379 místního faráře Václava, který zde sloužil až do své smrti a je na místním hřbitově pochovaný.
V 15. století na zdejší tvrzi sídlil Bohuslav z Lašovic. V 16. století byla tvrz i s dvorcem a pivovarem několikrát prodána, až se nakonec jejím majitelem stal Jan Jiří ze Švamberka a v roce 1604 přiřadil ves k orlickému panství. Tvrz postupně pustla, až v roce 1616 o ní nejsou již žádné zmínky.
Během třicetileté války ves utrpěla nesmírné ztráty. Lašovickým krajem táhla Anhaltova vojska roku 1619. Utábořila se zde a vyčkávala, jaký bude další postup císařských vojsk. Hlavní směr pochodu vedl přes Kovářov, Lašovice na Krásnou Horu. Další vojenskou pohromou pro ves byl rok 1645. Švédská vojska, pod vedením generála Lennarta Torstensona, přešla zamrzlou řeku Vltavu a táhla směrem k Sedlčanům. V roce 1742 se tímto krajem přesouvala rakouská vojska od Orlíka nad Vltavou k Vysokému Chlumci. Stejně tak, jako byly těmito útrapami postiženy Lašovice, stejně byly postiženy i nedaleké Zahořany. Obě vesnice se změnily z prosperujících na pouhé pozůstatky vsí. Další ztráty postihly ves během morové rány v 1771–1772. V roce 1790 byly v vsi pouhé tři domy. Patent o zrušení nevolnictví 1781 pomohl vesnici oživit, ale další pohromou byly následné přesuny vojsk za francouzské války 1803–1813.

## Obyvatelstvo
| Rok            | 1869 | 1880 | 1890 | 1900 | 1910 | 1921 | 1930 | 1950 | 1961 | 1970 | 1980 | 1991 | 2001 | 2011 | 2021 |
| -------------- | ---- | ---- | ---- | ---- | ---- | ---- | ---- | ---- | ---- | ---- | ---- | ---- | ---- | ---- | ---- |
| Počet obyvatel | 150  | 160  | 172  | 169  | 161  | 143  | 137  | 136  | 93   | 109  | 93   | 72   | 59   | 65   | 76   |
| Počet domů     | 15   | 24   | 25   | 27   | 28   | 28   | 28   | 29   | 26   | 25   | 22   | 27   | 32   | 35   | 37   |

## Obecní správa
Při sčítání lidu v letech 1850–1984 Lašovice byly osadou obce Zahořany, se kterým patřily nejprve do okresu Milevsko, ale od roku 1960 v okrese Písek. Od 1. ledna 1985 jsou částí obce Kovářov v okrese Písek.

## Pamětihodnosti
- Kostel zasvěcený Navštívení Panny Marie byl postaven v druhé polovině 13. století. Již v roce 1365 je tento kostel připomínaný jako kostel farní. Původní gotická klenba byla v 17. století nahrazena klenbou bez žeber. V roce 1546 po svolení od krále si mohli místní obyvatelé zvolit svého faráře. Ale podle soupisu víry z roku 1651 bylo v obci a v okolí velké množství nekatolíků a vyznavačů protestantského vyznání, kteří se sem uchýlili a z tohoto důvodu v roce 1623 zdejší fara zanikla. Do roku 1639 spravovali i kostel. Na místním hřbitově je valná část těchto evangelíků pohřbena. V roce 1937 byla vlevo v presbytáři objevena freska.[3] Na místě původní fary byla později postavena budova školy.[9] Nová budova fary byla postavena 1793 vedle kostela. Na budově kostela byly zavěšeny dva zvony. Ale během první světové války byl jeden ze zvonů zrekvírovaný. Po skončení války byly za finanční pomoci krajanů z Ameriky zakoupeny dva nové zvony. V roce 1924 byly všechny tři zvony slavnostně zavěšeny.[9]
- Pomník obětem nacismu, který se nachází před budovou školy je vedený v Seznamu kulturních památek v okrese Písek
- Kříž před vchodem na hřbitov nechal postavit místní farář Fejfar roku 1858. Na oválném štítku na kamenném podstavci je tento nápis: Dobročinností nábožného ducha osadníků Lašovické osady, a péčí duchovního pastýře Františka Weywary, byl tento svatý kříž postaven. L.P. 1858. Na dalším menším štítku u paty kříže, který je zdobený soškami andělíčků, je nápis Pochválen buď Ježíš Kristus.[10]
- Kříž vpravo u vchodu do kostela má na svém štítku prostý nápis „Pokoj vám.“.[11]
- Kamenný Synkův kříž v ohrádce se nachází na okraji vesnice u komunikace z Kovářova. Nechal jej postavit bývalý místní kostelník F. Synek. Trpěl nevyléčitelnou nemocí a tento kříž nechal postavit jako vzpomínku na své dva zemřelé syny. Jeden z nich padl na frontě v první světové války v Rusku. Kříž byl postavený a vysvěcený v roce 1927.[12]
- Holanův kříž se nachází u komunikace do Lašovek, u odbočky na Onen Svět. Kříž je z roku 1881. Spodní kamenný podstavec kříže je krásně zdobený a nese dataci. Na oválném štítku je nápis „Chvála Kristu“.[13]
- Kožmínův kříž se nachází na soukromém pozemku majitelů. Na oválném štítku je mariagram a letopočet 1948.[14]
- Hloucalův kříž se nachází u komunikace z vesnice směrem na nedaleké Jalovčí. Byl postavený rodinou Hloucalovou z Lašovek v roce 1919.[15]
- Volfův kříž je kamenný a nachází se u cesty na rozhlednu Onen svět. Na kamenném soklu je nápis: V V 1880. Postavit jej nechal F. Volf z čp. 38 [16]
- Dřevěný kříž Na Tušce se nachází v lese nad vesnicí. Byl postavený J. Fořtem z Onoho světa.[17]
- Lumpusův kříž se nachází u komunikace na Kosobudy u odbočky na samotu proti obci Planá. Byl postavený roku 1858 panem Lumpusem z Plané.[18]
- Čapkův kříž z roku 1867 se nachází ve vesnici, u komunikace směrem na Klučenice, před bývalou hospodou čp. 2. Byl postavený roku 1867 místním občanem panem Čapkem. Původně byl kříž mnohem vyšší, ale během vichřice byl poškozený. Poškozená horní část byla nastavena. Traktor, který se v těch místech otáčel, se postaral o další poškození. Byla uspořádaná sbírka na nové rameno kříže. Ta původní poškozená část byla zřejmě zazděná do zdi o dnes již bývalé hospody, která později také vyhořela.[19]
- Hrob Karla Máši, Václava Junka a Aloise Laciny, kteří byli v roce 1951 popraveni a v roce 1965 rehabilitováni.[20][21]

## Zajímavost
V roce 1940 byla u Lašovic na hřebenu Hrbů postavena chata Onen svět, v roce 2001 k ní přibyla Langova rozhledna. Největší zásluhy o výstavbu chaty Onen svět má bývalý zasloužilý místopředseda Klubu českých turistů Jaroslav Janák, který se narodil 1889 v nedalekém Kovářově a zde v Lašovicích trávil své mládí. Název Onen svět je odvozený od stejnojmenné samoty, kde se tajně kdysi ukrývali vyznavači protestantského hnutí.

## Galerie

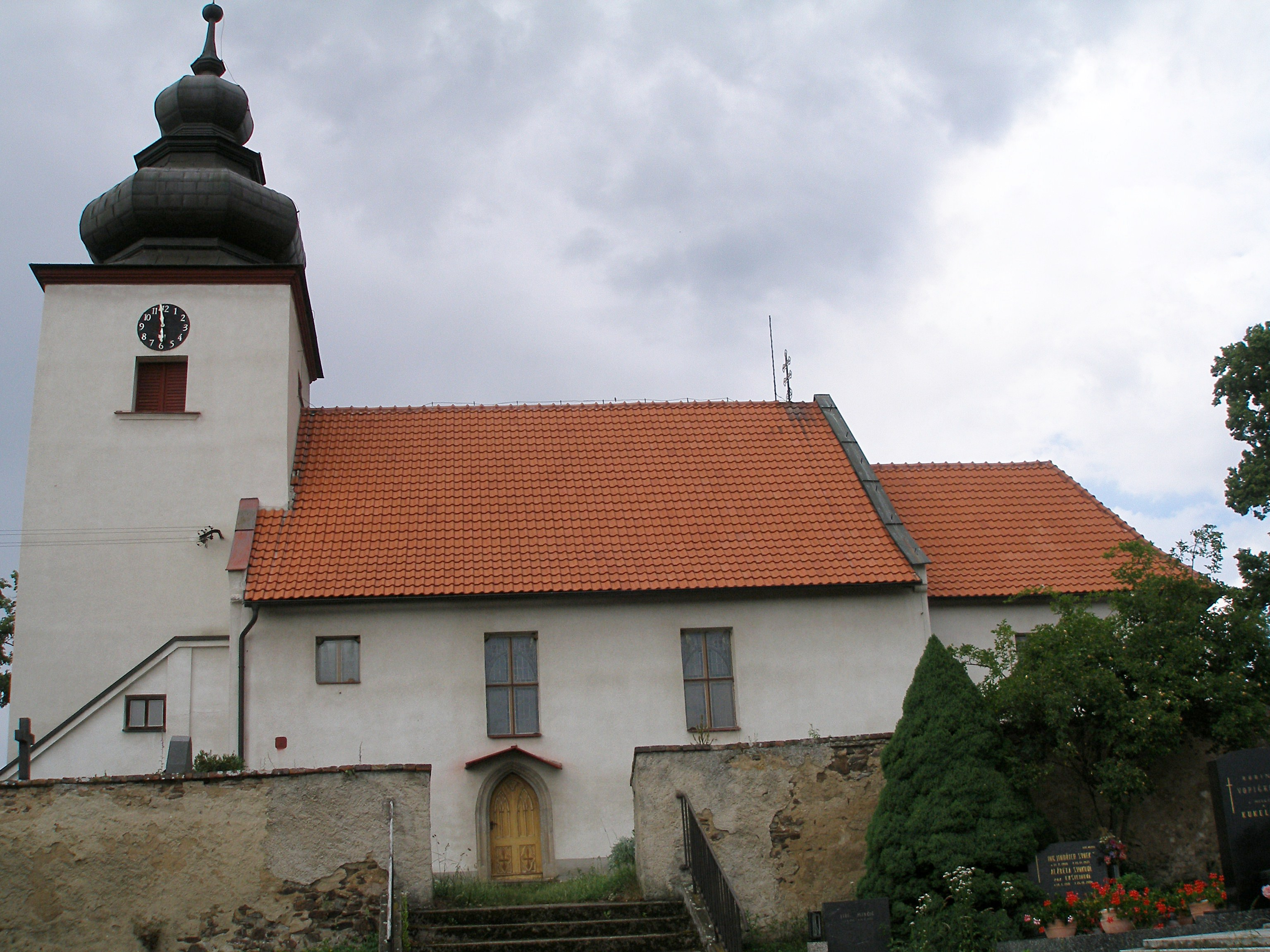
Kostel Navštívení Panny Marie od jihu
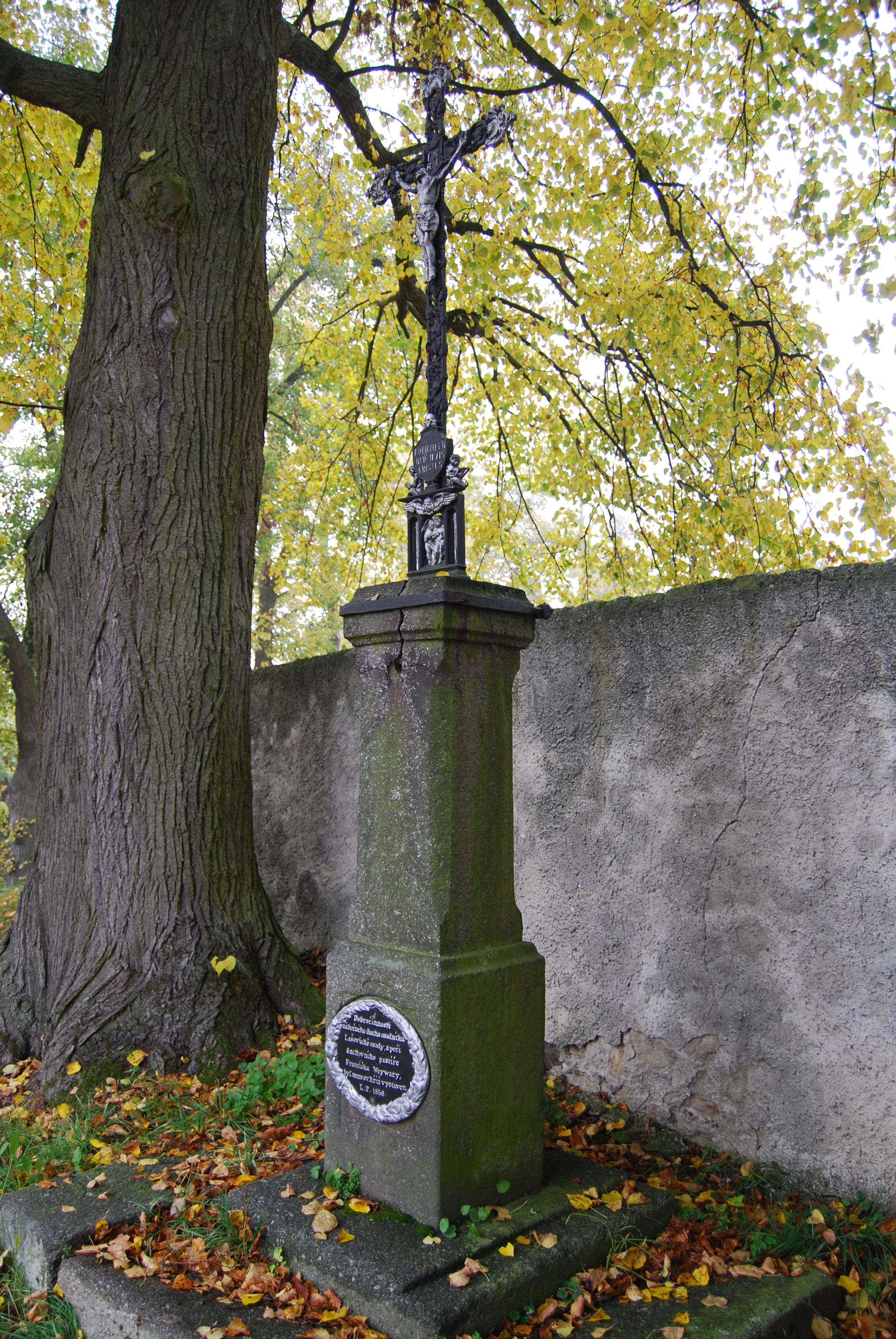
Kříž u hřbitovní zdi
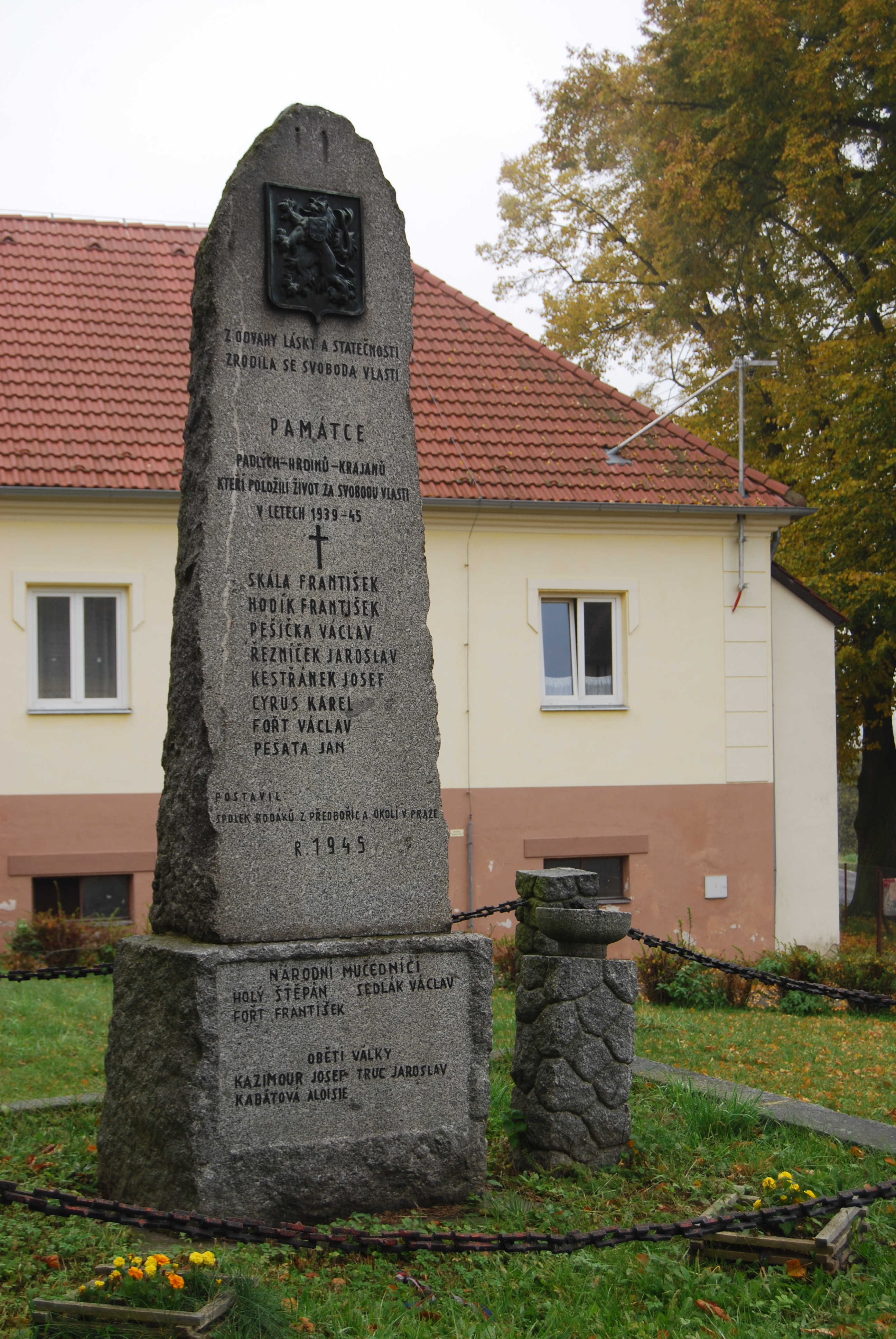
Pomník obětem nacismu
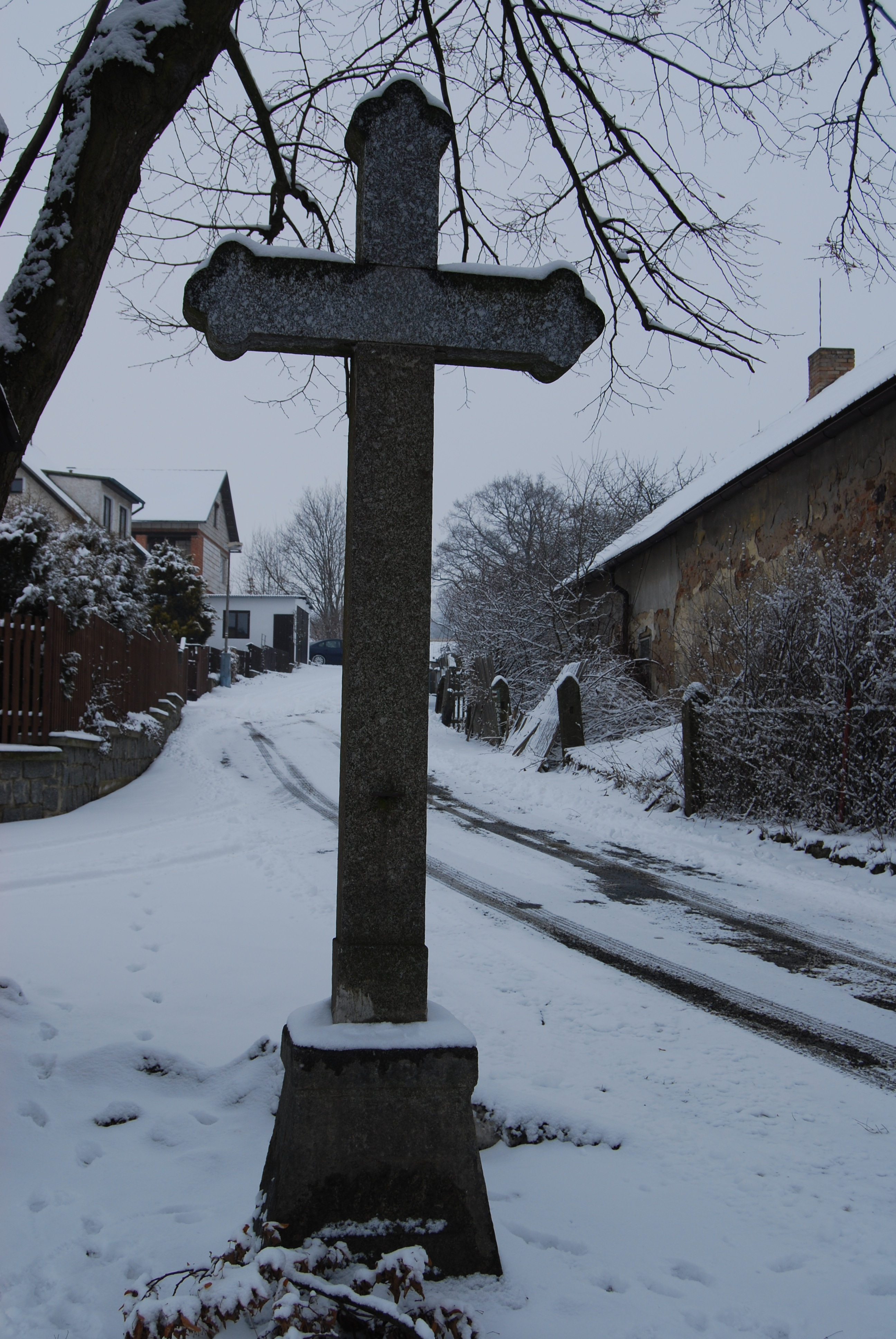
Čapkův kříž na návsi
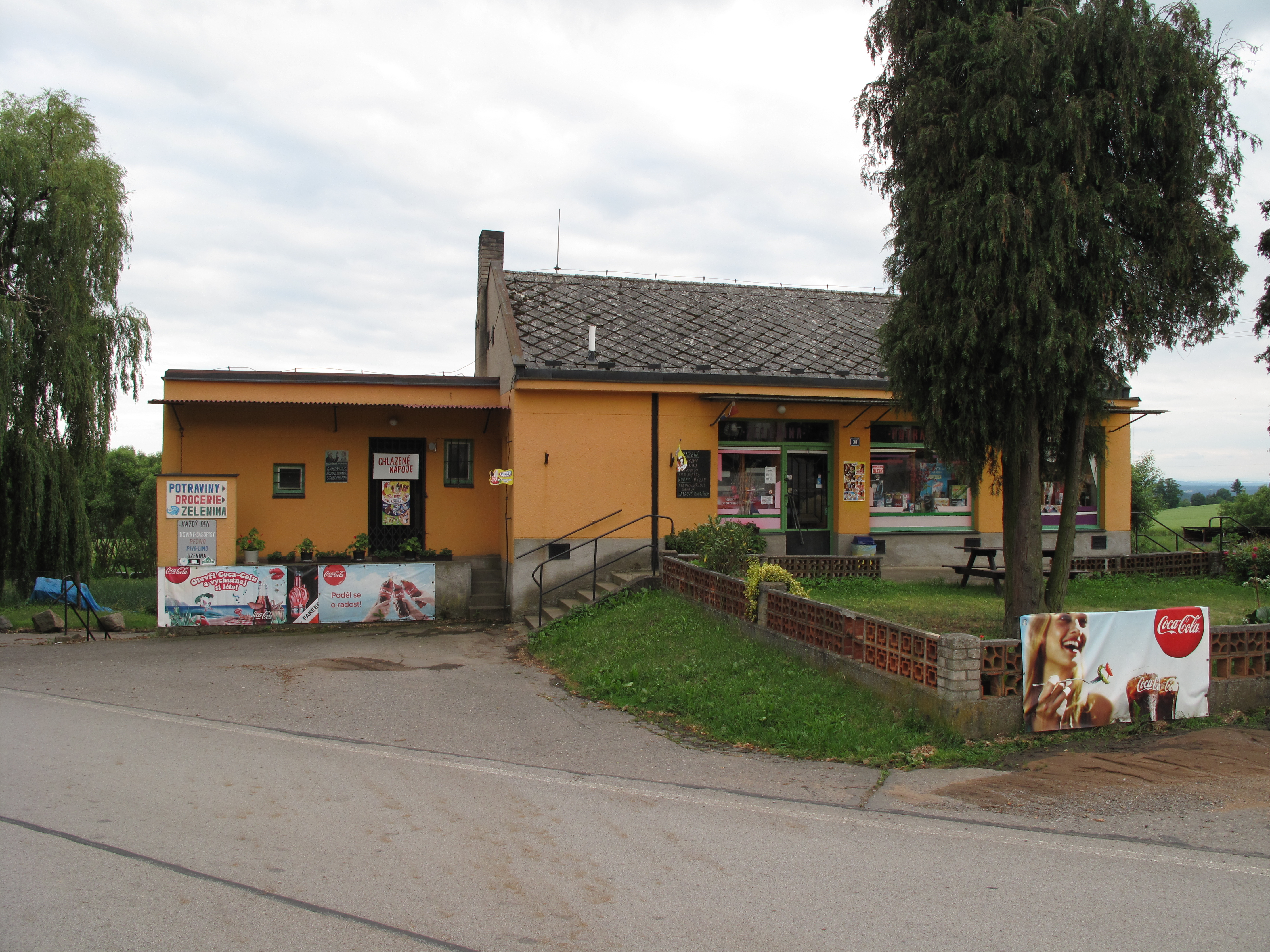
Obchod
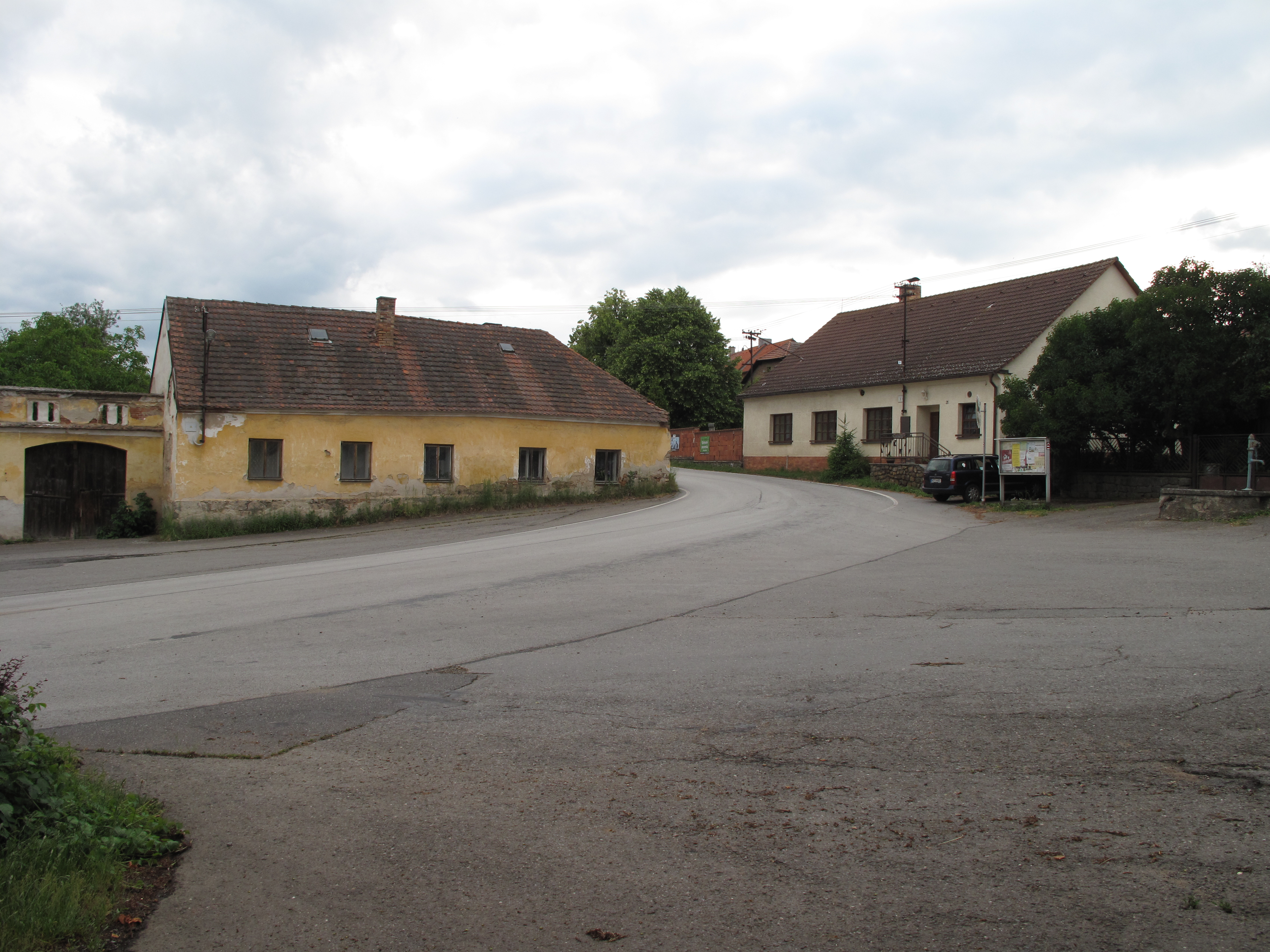
Část návsi
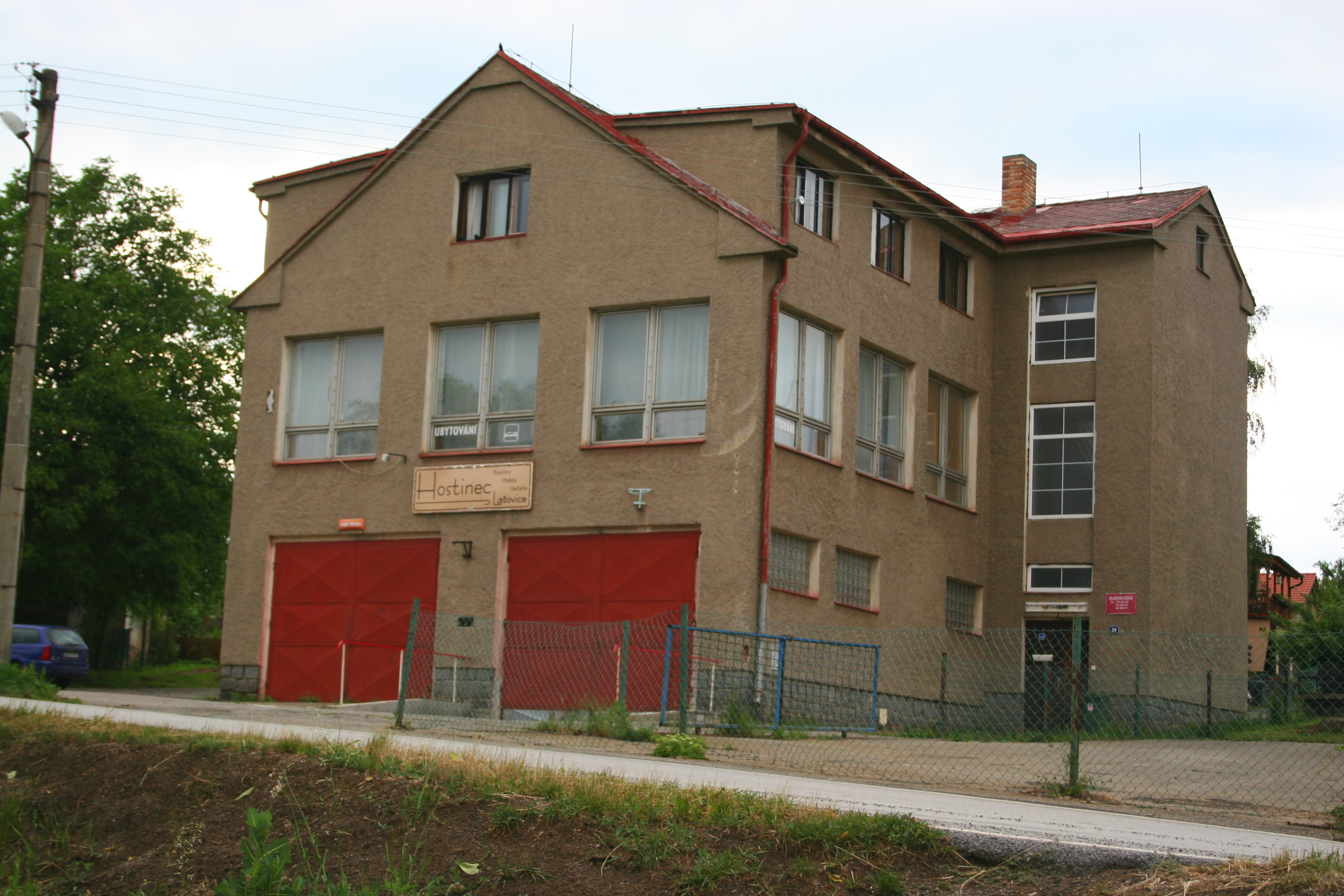
hostinec